# Artillerie-Fliegerabteilung 201
Artillerie-Fliegerabteilung 201 – AFA 201 (Artyleryjski oddział lotniczy nr 201) – niemiecka jednostka obserwacyjna i rozpoznawcza wspomagania artyleryjskiego  Luftstreitkräfte z początkowego okresu I wojny światowej.

## Informacje ogólne
Jednostka została utworzona w dniu 6 sierpnia 1915 roku w Fliegerersatz Abteilung Nr. 1. Jednostka uczestniczyła w walkach na froncie zachodnim. 
15 stycznia 1915 roku jednostka została przeformowana i zmieniona w Fliegerabteilung 201 (Artillerie) - (FA A 201).